# Яак Урмет
Яак Урмет (ест. Jaak Urmet, псевдонім Вімберґ ест. Wimberg; *30 січня 1979, Саку) — естонський письменник, професійний філолог. Редактор додатку Arkaadia до газети Eesti Päevaleht (2001-2007).

## Біографія
Закінчив Талліннський університет. Займається теорією літератури. У своїх книжках використовує модифіковану орфографію естонської мови. 